# (1310) Villigera
(1310) Villigera – planetoida z grupy przecinających orbitę Marsa okrążająca Słońce w ciągu 3 lat i 258 dni w średniej odległości 2,39 au. Została odkryta 28 lutego 1932 roku w Hamburg-Bergedorf Observatory w Bergedorfie przez Arnolda Schwassmanna. Nazwa planetoidy pochodzi od Walthera Augustina Villigera, szwajcarskiego astronoma, dyrektora departamentu instrumentów astronomicznych w zakładach Carla Zeissa. Przed nadaniem nazwy planetoida nosiła oznaczenie tymczasowe (1310) 1932 DB.